# KLJV
Koordinaten: 41° 50′ 21″ N, 103° 49′ 53″ W
KLJV oder KLJV-FM (Branding: „K-Love“) ist ein US-amerikanischer nichtkommerzieller religiöser Hörfunksender aus Scottsbluff im US-Bundesstaat Nebraska. KLJV sendet auf der UKW-Frequenz 88,3 MHz. Eigentümer und Betreiber ist die Educational Media Foundation .